# Carlos Catania
Carlos Catania (Rosario, Santa Fe, 1932) es un escritor, guionista de cine y actor. Escribió novelas, cuentos, ensayos y obras teatrales. Su primera novela Las Varonesas fue censurada por la dictadura militar del Proceso de Reorganización Nacional, publicada en 1978, en España y reeditada en 2015 por la editorial Las cuarenta.

## Obra
Residió durante veinte años (1965-1985) en Costa Rica, donde fue un impulsor del teatro, el cine y la literatura costarricense. y se dedicó a la actuación y dirección teatral, muchas veces, de sus propias obras. Al regresar a Argentina, se radicó definitivamente en Santa Fe y continúo escribiendo, actuando y filmando como actor, seis películas.
Como dramaturgo, escribió: Pobre Mariposa, Tres en el Centro de la Tierra, El terremoto, Revolución a Rolando, El Vagabundo y La Rosa, La Nube en la alcantarilla. En narrativa: las novelas El Pintadedos y Las Varonesas. Publicó varios libros sobre Ernesto Sabato: Genio y figura de Ernesto Sábato, Entre la letra y la sangre (conversaciones con Sábato) y El universo de Abaddón, el exterminador.